# غييرمو لوبيز
غييرمو لوبيز (بالإسبانية: Guillermo López)‏ (مواليد 4 أغسطس 1914) هو ملاكم تشيلي، مثّل بلاده في الألعاب الأولمبية الصيفية 1936.

## روابط خارجية
غييرمو لوبيز على موقع أوليمبيديا (الإنجليزية)